# Compagnie de Londres

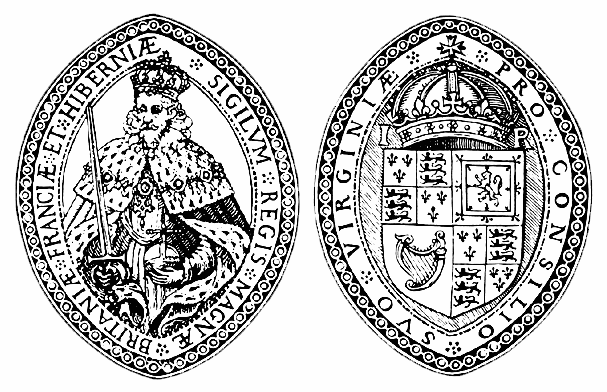
Sceau.

Compagnie de Londres (en anglais :  London Company) est une société par actions de la Virginia Company, toutes les deux fondées en l'année 1606, de la compagnie coloniale anglaise, pour le roi d’Angleterre Jacques Ier pour coloniser la côte de continent l’Amérique du Nord.